# Clorina
|  | No s'ha de confondre amb No s'ha de confondre amb el gas tòxic clor, que en texts anglesos es diu chlorine. |

La clorina és un compost orgànic macrocíclic i heterocíclic aromàtic, que consisteix en un conjunt de quatre anells de pirrole, un dels quals està en forma reduïda, units per quatre enllaços metino (= CH-). És un anàleg estructural de la porfirina. Fa part del grup dels organoclorats.
La clorina, a través dels seus àtoms de nitrogen, és capaç d'enllaçar-se amb un àtom de metall com el magnesi forma la clorofil·la i constitueixen el pigment fotosensible present en els cloroplasts. Els bacteris fotosintètics posseeixen un compost similar a la clorina, però que conté dos anells de pirrole reduït. Aquest compost rep el nom de bacterioclorina.
Hi ha les clorines (c, d i e) que presenten un anell de pirrol reduït; bacterioclorines (a i b) que en presenten dos; i isobacterioclorines (g) que també presenten dos anells de pirrol reduïts, però disposat de manera diferent.
La clorina es un compost relacionat amb la fotosíntesi, que es fa servir certes teràpies contra tumors i que, malgrat el que pugui suggerir el seu nom, no conté clor. La clorina e6 té un paper en la visió nocturna.